# テレンス・タオ
テレンス・タオ（英: Terence Tao、1975年7月17日 - ）は、オーストラリアの数学者。カリフォルニア大学ロサンゼルス校教授。漢名は陶 哲軒（とう てつけん）。
専門は実解析、調和解析、微分方程式、組合せ論、整数論、表現論など多岐に亘る。
2004年、長い間未解決であった整数論の難問（素数の集合の中には任意の長さの等差数列が存在すること）を解決し（ベン・グリーンとの共同研究）、その成果により2006年にフィールズ賞を受賞した。他に掛谷予想へ貢献し、KdV方程式が大域解を持つことを示しただけでなく、表現論とシンプレクティック幾何学に組合せ論的手法を持ち込みエルミート計量に関するHorn予想を解決した（Allen Knutsonとの共同研究）。2012年、弱いゴールドバッハ予想にも貢献した。2019年、コラッツの問題が「ほとんどすべての正の整数において正しい」とするプレプリントを発表し、論文は2022年5月に出版された。

## 略歴

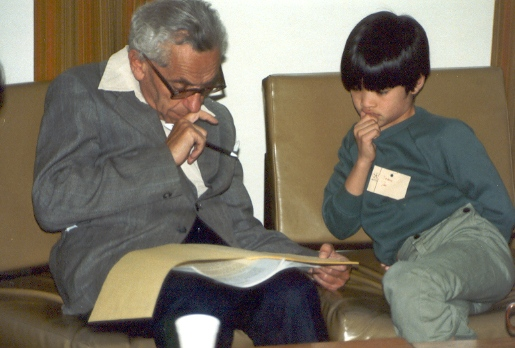
ポール・エルデシュ（左）と当時10歳のタオ、1985年撮影

1975年、オーストラリア・アデレード生まれ。2歳にして数学の才能を開花させ、テレンスは幼少期から数字に囲まれた生活をしていたという。弟が2人おり、3兄弟揃って数学に飛び抜けた才能を持つ。
8歳で受験したSATで720点（800点満点）を取る。
9歳で実家からほど近いフリンダース大学に飛び級で入学し、本格的に数学の勉強に取り組んだ。1986年、10歳にして国際数学オリンピックに出場し、銅メダルを獲得した。そして、翌1987年には銀メダルを獲得し、さらに1988年には史上最年少で金メダルを獲得した。この記録は、現在でも破られていない。また、弟2人も国際数学オリンピックで銅メダルを獲得している。1991年、フリンダース大学卒業。1992年、同大学院修士。アメリカ合衆国に渡り、プリンストン大学大学院入学。1995年、プリンストン大学にてPh.D.取得。
本人は、後に「幼い頃から難しい問題を次々と解くことで、思考が磨かれていった」として、英才教育が自身の卓越した才能を伸ばす手助けになったと振り返っている。
24歳でカリフォルニア大学ロサンゼルス校数学科教授に就任。専門領域として調和解析を選んだ。そして、その後は、整数論、偏微分方程式、組合わせ論など数学のフィールドを広げていった。これほどに研究の枠を広げることは、数学者として異例なことである。
2007年、王立協会フェロー選出。

## 家族・親族
父・陶象国は上海人の外科医、母は香港人の数学・物理教師で、両親ともに香港大学出身である。テレンスが生まれる3年前の1972年にオーストラリアに移住した。
既婚者で息子と娘がいる。

## 主な業績
- 2004年 - 数論の難問「素数の集合の中には任意の長さの等差数列が存在すること」を解決。（グリーン・タオの定理）
- 2012年 - 弱いゴールドバッハ予想で1より大きい全ての (すなわち3 以上の)奇数は高々 5 個の素数の和で表せることを証明[5]。
- 2013年 - 素数が極端に偏ることなく分布することに関する素数の新定理発見[6][7][8]。
- 2015年 - ポール・エルデシュの Discrepancy problem の証明に成功[9]。
- 2019年12月 - コラッツの問題について「ほとんどすべての正の整数において正しい」とする論文を発表[1]。

## 受賞歴
- 2000年 - サレム賞：{\displaystyle L^{p}}調和解析とそれに関する幾何学的測度論および偏微分方程式の研究
- 2002年 - アメリカ数学会 ボッチャー記念賞：波動写像型方程式のソボレフ空間のcritical regularity問題についてのブレイクスルー。(Global regularity of wave maps I. Small critical Sobolev norm in high dimensions, Int. Math. Res. Notices (2001), no.6, 299-328とGlobal regularity of wave maps II. Small energy in two dimensions,Comm. Math. Phys. 224 (2001), no. 2, 443-544.に対して)
- 2003年 - クレイ数学研究所クレイ研究賞：解析学におけるground-breaking。特にフーリエ解析における optimal restriction 定理に対して
- 2005年 - アメリカ数学会コナント賞："Honeycombs and Sums of Hermitian Matrices," Notices of the AMS 48, no. 2 (2001), 175-186. に対して（Allen Knutson との共同受賞）
- 2005年 - オーストラリア数学会 オーストラリア数学会賞
- 2006年 - 国際数学者会議 フィールズ賞：偏微分方程式，組み合せ論，調和解析，加法的整数論への貢献に対して
- 2008年 - アラン・T・ウォーターマン賞
- 2010年 - キング・ファイサル財団 キング・ファイサル国際賞科学部門
- 2012年 - スウェーデン王立科学アカデミー クラフォード賞
- 2012年 - ノースウェスタン大学 フレデリック・エッサー・ネンマーズ数学賞
- 2014年 - 王立協会 ロイヤル・メダル
- 2014年 - ブレイクスルー財団 数学ブレイクスルー賞
- 2020年 - アストゥリアス皇太子賞 学術・技術研究部門
- 2020年 - ハンガリー科学アカデミー ボーヤイ賞：Nonlinear Dispersive Equations: Local and Global Analysis, AMS, 2006 に対して
- 2021年 - IEEEジャック・S・キルビー信号処理メダル
- 2022年 - フランス科学アカデミー グランドメダル

## 著作物
- Solving mathematical problems. A personal perspective. Oxford University Press, Oxford, 2006. xii+103 pp. ISBN 978-0-19-920560-8, 0-19-920560-4
  - 『数学オリンピックチャンピオンの美しい解き方』青土社、2010年。ISBN 4791765613
- Nonlinear dispersive equations. Local and global analysis. CBMS Regional Conference Series in Mathematics, 106. Published for the Conference Board of the Mathematical Sciences, Washington, DC; by the American Mathematical Society, Providence, RI, 2006. xvi+373 pp. ISBN 0-8218-4143-2
- Structure and randomness. Pages from year one of a mathematical blog. American Mathematical Society, Providence, RI, 2008. xii+298 pp. ISBN 978-0-8218-4695-7
- Poincaré's legacies, pages from year two of a mathematical blog. Part I. American Mathematical Society, Providence, RI, 2009. x+293 pp. ISBN 978-0-8218-4883-8
- Poincaré's legacies, pages from year two of a mathematical blog. Part II. American Mathematical Society, Providence, RI, 2009. x+292 pp. ISBN 978-0-8218-4885-2
- An epsilon of room, I: real analysis. Pages from year three of a mathematical blog. Graduate Studies in Mathematics, 117. American Mathematical Society, Providence, RI, 2010. xii+349 pp. ISBN 978-0-8218-5278-1
- An epsilon of room, II. Pages from year three of a mathematical blog. American Mathematical Society, Providence, RI, 2010. viii+248 pp. ISBN 978-0-8218-5280-4
- (with Van H. Vu) Additive combinatorics. Cambridge Studies in Advanced Mathematics, 105. Cambridge University Press, Cambridge, 2010. xviii+512 pp. ISBN 978-0-521-13656-3
- An introduction to measure theory. Graduate Studies in Mathematics, 126. American Mathematical Society, Providence, RI, 2011. xvi+206 pp. ISBN 978-0-8218-6919-2
  - 『ルベーグ積分入門』朝倉書店、2016年。ISBN 978-4-254-11147-7
- Topics in random matrix theory. Graduate Studies in Mathematics, 132. American Mathematical Society, Providence, RI, 2012. x+282 pp. ISBN 978-0-8218-7430-1
- Higher order Fourier analysis. Graduate Studies in Mathematics, 142. American Mathematical Society, Providence, RI, 2012. x+187 pp. ISBN 978-0-8218-8986-2
- Compactness and contradiction. American Mathematical Society, Providence, RI, 2013. xii+256 pp. ISBN 978-0-8218-9492-7
- Analysis. I. Third edition. Texts and Readings in Mathematics, 37. Hindustan Book Agency, New Delhi, 2014. xviii+347 pp. ISBN 978-93-80250-64-9
- Analysis. II. Third edition. Texts and Readings in Mathematics, 38. Hindustan Book Agency, New Delhi, 2014. xvi+218 pp. ISBN 978-93-80250-65-6
- Hilbert's fifth problem and related topics. Graduate Studies in Mathematics, 153. American Mathematical Society, Providence, RI, 2014. xiv+338 pp. ISBN 978-1-4704-1564-8
- Expansion in finite simple groups of Lie type. Graduate Studies in Mathematics, 164. American Mathematical Society, Providence, RI, 2015. xiv+303 pp. ISBN 978-1-4704-2196-0